# John M. Pollard
John Michael Pollard (* 25. Oktober 1941 bei London) ist ein britischer Mathematiker, der Algorithmen zur Faktorisierung von großen Zahlen und für die Berechnung von diskreten Logarithmen entwickelt hat.
John M. Pollard studierte an der Cambridge University und erlangte Abschlüsse als B.A. (1963), M.A. (1965) und Ph.D. (1978). Von 1968 bis 1986 war er bei der British Telecom beschäftigt.
Zu seinen Algorithmen zählen die Pollard-Rho-Methode, die Pollard-p-1-Methode und die ursprüngliche Version des speziellen Zahlkörpersiebs, die danach durch andere weiterentwickelt wurde.
Er führte außerdem 1971 die diskrete Fourier-Transformation über einem endlichen Körper {\displaystyle GF(p^{n})} ein,
unter Einbeziehung des schnellen Cooley-Tukey-Algorithmus von 1965.
1999 gewann er, neben John Gilmore und Compaq Computer’s Atalla Division, den RSA Award.